# Rosa d'Asburgo-Lorena
Rosa Maria Antonia Roberta Giuseppina Anna Walburga Ignazia Carmela Rita da Cascia d'Asburgo-Lorena (Salisburgo, 22 settembre 1906 – Friedrichshafen, 17 settembre 1983) fu un membro del ramo toscano della Casa d'Asburgo-Lorena, arciduchessa d'Austria e principessa di Boemia, Ungheria e Toscana per nascita. Attraverso il suo matrimonio con Filippo Alberto di Württemberg, pretendente al trono di Württemberg, fu anche membro della casa di Württemberg e duchessa ereditaria di Württemberg.

## Biografia

### Origini familiari
Rosa era l'ultimogenita dell'arciduca Pietro Ferdinando, granduca titolare di Toscana, e della principessa Maria Cristina di Borbone-Due Sicilie. Crebbe con i suoi tre fratelli a Salisburgo e a Vienna fino alla fine della prima guerra mondiale, quando la sua famiglia dovette lasciare l'Austria e si trasferì a Lucerna, in Svizzera.

### Matrimonio
Rosa sposò il vedovo di sua sorella Elena, Filippo Alberto di Württemberg, figlio di Alberto, duca di Württemberg e di sua moglie Margherita Sofia arciduchessa d'Austria, il 1º agosto 1928 a Friedrichshafen. Rosa e Filippo ebbero due figli e quattro figlie:
- Duchessa Elena di Württemberg (29 giugno 1929), sposò nel 1961 il marchese Federico Pallavicini.
- Duca Albrecht Ludwig di Württemberg (23 ottobre 1930), sposato due volte morganaticamente, ebbe figli.
- Duchessa Elisabetta di Württemberg (2 febbraio 1933), sposò nel 1958 al Principe Antonio di Borbone-Due Sicilie.
- Duchessa Maria Teresa di Württemberg (12 novembre 1934), sposò nel 1957 il conte di Parigi Enrico d'Orléans.
- Duca Carlo Maria di Württemberg (1º agosto 1936), attuale capo della Casa di Württemberg; sposò Diana d'Orléans .
- Duchessa Maria Antonia di Württemberg (31 agosto 1937 - 12 novembre 2004).

### Morte
Rosa morì il 17 settembre 1983. È sepolta a Friedrichshafen, Baden-Württemberg.

## Ascendenza
|                                                           |                                 |                                                               | Genitori                                         |  |  | Nonni |  |  | Bisnonni                         |  |  | Trisnonni                           |  |
|                                                           |                                 |                                                               |                                                  |  |  |       |  |  | Leopoldo II, Granduca di Toscana |  |  | Ferdinando III, Granduca di Toscana |  |
|                                                           |                                 |                                                               |                                                  |  |  |       |  |  | Leopoldo II, Granduca di Toscana |  |  | Ferdinando III, Granduca di Toscana |  |
|                                                           |                                 | Principessa Luisa di Napoli e Sicilia                         |                                                  |  |  |       |  |  | Leopoldo II, Granduca di Toscana |  |  |                                     |  |
| Ferdinando IV, Granduca di Toscana                        |                                 |                                                               |                                                  |  |  |       |  |  | Leopoldo II, Granduca di Toscana |  |  |                                     |  |
|                                                           |                                 | Principessa Maria Antonia di Borbone-Due Sicilie              | Francesco I delle Due Sicilie                    |  |  |       |  |  |                                  |  |  |                                     |  |
|                                                           |                                 | Principessa Maria Antonia di Borbone-Due Sicilie              | Francesco I delle Due Sicilie                    |  |  |       |  |  |                                  |  |  |                                     |  |
|                                                           |                                 | Principessa Maria Antonia di Borbone-Due Sicilie              | Infanta Maria Isabella di Spagna                 |  |  |       |  |  |                                  |  |  |                                     |  |
| Arciduca Pietro Ferdinando d'Austria, Principe di Toscana |                                 | Principessa Maria Antonia di Borbone-Due Sicilie              |                                                  |  |  |       |  |  |                                  |  |  |                                     |  |
|                                                           |                                 | Carlo III, Duca di Parma                                      | Carlo II, Duca di Parma                          |  |  |       |  |  |                                  |  |  |                                     |  |
|                                                           |                                 | Carlo III, Duca di Parma                                      | Carlo II, Duca di Parma                          |  |  |       |  |  |                                  |  |  |                                     |  |
|                                                           |                                 | Carlo III, Duca di Parma                                      | Principessa Maria Teresa di Savoia               |  |  |       |  |  |                                  |  |  |                                     |  |
| Principessa Alice di Parma                                |                                 | Carlo III, Duca di Parma                                      |                                                  |  |  |       |  |  |                                  |  |  |                                     |  |
|                                                           |                                 | Principessa Luisa Maria Tersa di Francia                      | Carlo Ferdinando, Duca di Berry                  |  |  |       |  |  |                                  |  |  |                                     |  |
|                                                           |                                 | Principessa Luisa Maria Tersa di Francia                      | Carlo Ferdinando, Duca di Berry                  |  |  |       |  |  |                                  |  |  |                                     |  |
|                                                           |                                 | Principessa Luisa Maria Tersa di Francia                      | Principessa Carolina di Borbone-Due Sicilie      |  |  |       |  |  |                                  |  |  |                                     |  |
| Arciduchessa Rosa d'Austria                               |                                 | Principessa Luisa Maria Tersa di Francia                      |                                                  |  |  |       |  |  |                                  |  |  |                                     |  |
|                                                           | Ferdinando II delle Due Sicilie | Francesco I delle Due Sicilie                                 |                                                  |  |  |       |  |  |                                  |  |  |                                     |  |
|                                                           | Ferdinando II delle Due Sicilie | Francesco I delle Due Sicilie                                 |                                                  |  |  |       |  |  |                                  |  |  |                                     |  |
|                                                           | Ferdinando II delle Due Sicilie | Infanta Maria Isabella di Spagna                              |                                                  |  |  |       |  |  |                                  |  |  |                                     |  |
| Principe Alfonso, Conte di Caserta                        | Ferdinando II delle Due Sicilie |                                                               |                                                  |  |  |       |  |  |                                  |  |  |                                     |  |
|                                                           |                                 | Arciduchessa Maria Teresa d'Austria                           | Arciduca Carlo, Duca di Teschen                  |  |  |       |  |  |                                  |  |  |                                     |  |
|                                                           |                                 | Arciduchessa Maria Teresa d'Austria                           | Arciduca Carlo, Duca di Teschen                  |  |  |       |  |  |                                  |  |  |                                     |  |
|                                                           |                                 | Arciduchessa Maria Teresa d'Austria                           | Principessa Enrichetta di Nassau-Weilburg        |  |  |       |  |  |                                  |  |  |                                     |  |
| Principessa Maria Cristina di Borbone-Due Sicilie         |                                 | Arciduchessa Maria Teresa d'Austria                           |                                                  |  |  |       |  |  |                                  |  |  |                                     |  |
|                                                           |                                 | Principe Francesco, Conte di Trapani                          | Francesco I delle Due Sicilie                    |  |  |       |  |  |                                  |  |  |                                     |  |
|                                                           |                                 | Principe Francesco, Conte di Trapani                          | Francesco I delle Due Sicilie                    |  |  |       |  |  |                                  |  |  |                                     |  |
|                                                           |                                 | Principe Francesco, Conte di Trapani                          | Infanta Maria Isabella di Spagna                 |  |  |       |  |  |                                  |  |  |                                     |  |
| Principessa Maria Antonietta di Borbone-Due Sicilie       |                                 | Principe Francesco, Conte di Trapani                          |                                                  |  |  |       |  |  |                                  |  |  |                                     |  |
|                                                           |                                 | Arciduchessa Maria Isabella d'Austria, Principessa di Toscana | Leopoldo II, Granduca di Toscana                 |  |  |       |  |  |                                  |  |  |                                     |  |
|                                                           |                                 | Arciduchessa Maria Isabella d'Austria, Principessa di Toscana | Leopoldo II, Granduca di Toscana                 |  |  |       |  |  |                                  |  |  |                                     |  |
|                                                           |                                 | Arciduchessa Maria Isabella d'Austria, Principessa di Toscana | Principessa Maria Antonia di Borbone-Due Sicilie |  |  |       |  |  |                                  |  |  |                                     |  |
|                                                           |                                 | Arciduchessa Maria Isabella d'Austria, Principessa di Toscana |                                                  |  |  |       |  |  |                                  |  |  |                                     |  |